# 北岛湖
北岛湖是一个位于中国西藏自治区班戈县的湖泊，面积约为33平方千米。